# Лякан (дегестан)
Лякан (перс. لاکان) — дегестан в Ірані, в Центральному бахші, в шагрестані Решт остану Ґілян. За даними перепису 2006 року, його населення становило 21251 особу, які проживали у складі 5923 сімей.

## Населені пункти
До складу дегестану входять такі населені пункти:
- Азіз-Кіян
- Аскадег
- Вішка-Варзаль
- Вішка-Матір
- Ґураб-Варзаль
- Інстітуткенужі-Лякан
- Катіґар
- Кесар
- Кісар-Варзаль
- Лякан
- Нарендж-Коль
- Раваджір
- Сакалаксар
- Салкі-Сар
- Сейкалан-е-Варзаль
- Сіях-Ґальвандан
- Сулейман-Дораб-Бала
- Талешан
- Техсем
- Фалакде